# Controguerra
Controguerra este o comună din provincia Teramo, regiunea Abruzzo, Italia.
Populația comunei este de 2.491 de locuitori (31 decembrie 2006).

## Demografie
Controguerra - evoluția demografică

|  | Graficele sunt indisponibile din cauza unor probleme tehnice. Mai multe informații se găsesc la Phabricator și la wiki-ul MediaWiki. |

Date: Recensăminte sau birourile de statistică - grafică realizată de Wikipedia